# 陸前橫山車站
陸前橫山車站（日语：／ Rikuzen-yokoyama eki */?）是一位於日本宮城縣登米市津山町、東日本旅客鐵道（JR東日本）氣仙沼線沿線的BRT車站。無人看管的陸前橫山車站是由石卷車站代管，屬JR東日本仙台支社管轄範圍。

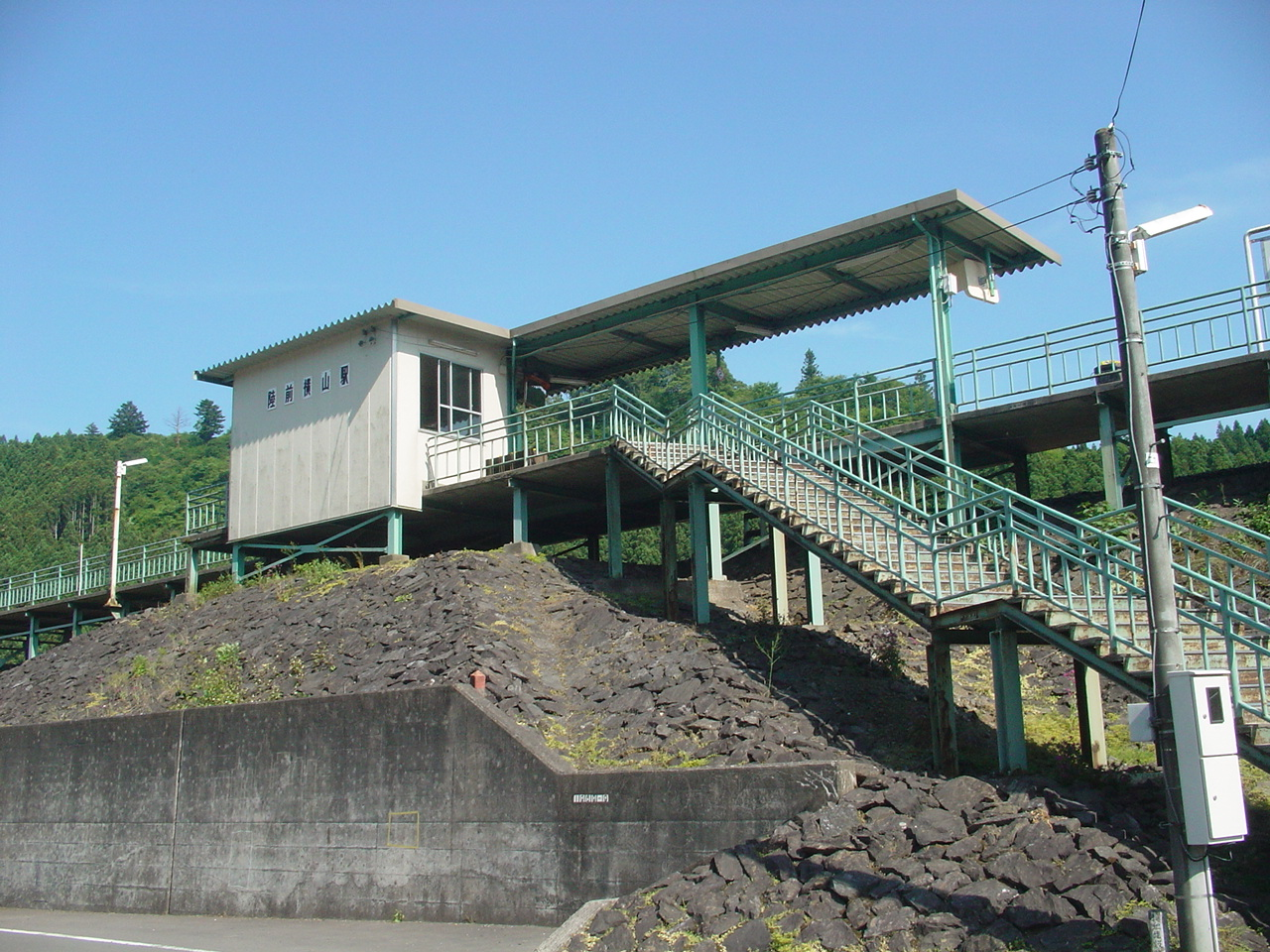
震灾前的车站（2007年6月）

## 車站構造
震前为上側式月台1面1線的地面車站。石卷站管理的無人站。
震後撤去原月台以及铁轨，在原址改建BRT车站。

## 車站週邊
- 登米市公所 津山綜合支所橫山出張所
- 登米市立橫山國民小學
- 橫山郵局
- 登米警察署橫山駐在所
- 橫山不動尊
- 國道45號

## 歷史
- 1977年（昭和52年）12月11日 - 車站啟用。
- 1987年（昭和62年）4月1日 - 日本國鐵分割民營化，本站管轄由東日本旅客鐵道繼承。
- 2011年（平成23年）3月11日 - 東日本大地震，停止營業。
- 2012年（平成24年）8月20日 - 以BRT臨時恢復營運[1]。車站移至國道上。
- 2018年（平成30年）7月1日：BRT专用道延伸至站内[2]。
- 2020年（令和2年）4月1日：随着柳津-气仙沼段铁路线废线[3][4]，不再作为铁路站。

## 相鄰車站
東日本旅客鐵道
■氣仙沼線（BRT路段）
柳津－陸前橫山－陸前戶倉

## 外部連結
- （日語）陸前橫山車站（JR東日本） （页面存档备份，存于）

1. ↑  気仙沼線における暫定的なサービス提供開始についてPDF - 東日本旅客鉄道仙台支社プレスリリース（2012年7月18日）
2. ↑  気仙沼線BRTダイヤ改正についてPDF - 東日本旅客鉄道盛岡支社プレスリリース（2018年6月8日）
3. ↑   (PDF) (新闻稿). 東日本旅客鉄道. 2020-01-31  [2020-02-06]. （原始内容 (PDF)存档于2020-02-04） （日语）.
4. ↑   (PDF) (新闻稿). 国土交通省東北運輸局. 2020-01-29  [2020-02-06]. （原始内容 (PDF)存档于2020-01-30） （日语）.